# Severino Poletto
Severino Poletto (Salgareda, 18 marzo 1933 – Moncalieri, 17 dicembre 2022) è stato un cardinale e arcivescovo cattolico italiano.

## Biografia
Nasce a Salgareda, in provincia e diocesi di Treviso, il 18 marzo 1933. Cresce a San Nicolò, frazione del comune di Ponte di Piave, prima del trasferimento della famiglia in Piemonte.
Il 29 giugno 1957 è ordinato presbitero, per la diocesi di Casale Monferrato, dal vescovo Giuseppe Angrisani.
Dopo essere stato per 5 anni vice-parroco a Montemagno torna a Casale dove presta servizio come vicario parrocchiale, educatore in seminario e in seguito come parroco.

### Ministero episcopale e cardinalato
Il 3 aprile 1980 papa Giovanni Paolo II lo nomina vescovo coadiutore di Fossano. Il 17 maggio seguente riceve l'ordinazione episcopale, nella cattedrale di Sant'Evasio a Casale Monferrato, dal cardinale Anastasio Alberto Ballestrero, co-consacranti il vescovo Carlo Cavalla e l'arcivescovo Giovanni Francesco Dadone. Il 22 giugno prende possesso della diocesi.
Il 29 ottobre dello stesso anno, per coadiutoria, diventa vescovo di Fossano, succedendo all'arcivescovo ad personam Giovanni Francesco Dadone.
Il 16 marzo 1989 è trasferito alla diocesi di Asti, dove succede a Franco Sibilla, dimessosi per motivi di salute. L'11 giugno successivo prende possesso della diocesi. Nel maggio 1994 presiede nella cattedrale di Asti la Messa di sepoltura dell'ex Presidente del Consiglio Giovanni Goria.
Il 19 giugno 1999 lo stesso papa lo nomina arcivescovo metropolita di Torino; succede al cardinale Giovanni Saldarini, dimessosi per motivi di salute. Il 5 settembre seguente prende possesso dell'arcidiocesi, mentre dal 22 settembre è anche custode pontificio della Santa Sindone.
Nel concistoro del 21 febbraio 2001 papa Giovanni Paolo II lo crea cardinale presbitero di San Giuseppe in Via Trionfale, titolo pro hac vice, di cui prende possesso il 19 marzo dello stesso anno.
Il 26 gennaio 2003 celebra, nel duomo di Torino, i funerali dell'avvocato Gianni Agnelli.
Il 18 e il 19 aprile 2005 partecipa come cardinale elettore al conclave che porta all'elezione di papa Benedetto XVI.
Il 6 dicembre 2007 è tra i primi ad accorrere presso i familiari degli operai morti e feriti nel tragico rogo della ThyssenKrupp, in corso Regina Margherita a Torino.
Il 10 marzo 2008, poco prima di compiere 75 anni, invia una lettera di dimissioni a papa Benedetto XVI, così come prevede il diritto canonico. Il 19 marzo riceve una comunicazione del nunzio apostolico, a nome del pontefice, con la quale gli viene prolungato di due anni l'ufficio di arcivescovo di Torino.
L'11 ottobre 2010 papa Benedetto XVI accoglie la sua rinuncia al governo pastorale dell'arcidiocesi di Torino, presentata per raggiunti limiti d'età; gli succede l'arcivescovo Cesare Nosiglia, fino ad allora vescovo di Vicenza. Rimane amministratore apostolico dell'arcidiocesi fino all'ingresso del successore, avvenuto il 21 novembre seguente.
Da arcivescovo emerito si ritira a Testona, frazione di Moncalieri, in una casa donata alla Curia dalla società che costruì i garage sotto i giardini della chiesa del Santo Volto.
Dal 12 al 13 marzo 2013 partecipa al conclave che elegge papa Francesco. Il 18 marzo, al compimento degli 80 anni, esce dal novero dei cardinali elettori e decade dagli incarichi ricoperti nella Curia romana. È stato membro della Congregazione per il clero, della Prefettura per gli affari economici della Santa Sede e della Pontificia commissione per i beni culturali della Chiesa.
È morto il 17 dicembre 2022, all'età di 89 anni, a Testona di Moncalieri. Dopo le esequie, celebrate il 22 dicembre dall'arcivescovo Roberto Repole nella cattedrale di San Giovanni Battista, è stato sepolto secondo le sue volontà all'interno del santuario della Consolata.

## Genealogia episcopale e successione apostolica
La genealogia episcopale è:
- Cardinale Scipione Rebiba
- Cardinale Giulio Antonio Santori
- Cardinale Girolamo Bernerio, O.P.
- Arcivescovo Galeazzo Sanvitale
- Cardinale Ludovico Ludovisi
- Cardinale Luigi Caetani
- Cardinale Ulderico Carpegna
- Cardinale Paluzzo Paluzzi Altieri degli Albertoni
- Papa Benedetto XIII
- Papa Benedetto XIV
- Cardinale Enrico Enriquez
- Arcivescovo Manuel Quintano Bonifaz
- Cardinale Buenaventura Córdoba Espinosa de la Cerda
- Cardinale Giuseppe Maria Doria Pamphilj
- Papa Pio VIII
- Papa Pio IX
- Cardinale Alessandro Franchi
- Cardinale Giovanni Simeoni
- Cardinale Antonio Agliardi
- Cardinale Basilio Pompilj
- Cardinale Adeodato Piazza, O.C.D.
- Cardinale Sebastiano Baggio
- Cardinale Anastasio Alberto Ballestrero, O.C.D.
- Cardinale Severino Poletto

La successione apostolica è:
- Vescovo Francesco Guido Ravinale (2000)
- Vescovo Gabriele Mana (2001)
- Vescovo Guido Fiandino (2002)
- Vescovo Giacomo Lanzetti (2002)
- Vescovo Giuseppe Guerrini (2003)
- Vescovo Carlo Ellena (2004)
- Vescovo Giuseppe Cavallotto (2005)
- Vescovo Alceste Catella (2008)